# Adélaïde Fassinou
Adélaïde Edith Bignon Fassinou, née le 15 septembre 1955 à Porto-Novo, est une femme de lettres béninoise, une enseignante et une fonctionnaire internationale. Elle a écrit une dizaine de romans ou nouvelles, en langue française.

## Biographie

### Formation
Adélaïde Fassinou nait en 1955. Formée à l'École Normale Supérieure, elle devient Professeur certifié de lettres modernes,,. Elle est également titulaire d'un DEA en stylistique, obtenu à Dijon.

### Carrière
Elle enseigne le français dans les établissements secondaires du Bénin,, tout en publiant. Puis, elle intervient dans une commission béninoise pour l'Unesco, et se consacre ensuite à la formation des adultes à l'Université et dans les écoles professionnelles. À partir de 1999, elle devient responsable de l’évaluation au sein d'un organisme béninois, l’Institut national pour la formation et la recherche en éducation (INFRE). Elle s’investit notamment dans les domaines concernant l’amélioration de la vie des femmes et des enfants. Auteure de nombreux recueils de nouvelles et romans publiés au Bénin (aux éditions du Flamboyant) et en France (chez L’Harmattan), elle publie aussi des livres jeunesse, dont, en 2002, L’oiseau messager.

## Principales publications

### Romans
- Modukpè, le rêve brisé. Paris, L'Harmattan (Collection Encres Noires no 194), 2000. (130 p.).  (ISBN 978-2-7384-9091-9).
- Yémi ou le miracle de l'amour. Cotonou (Bénin), Éditions du Flamboyant, 2000 (142 p.).  (ISBN 99919-41-04-5), réédité en 2014 à Star Éditions[5].
- L'Oiseau messager. Cotonou, les Éditions Ruisseaux d'Afrique, 2002 (24 p.).  (ISBN 99919-972-3-7).
- Enfant d'autrui, fille de personne. Cotonou, Éditions du Flamboyant, 2003 (172 pp.).  (ISBN 99919-41-39-8).
- Jeté en pâture. Paris, L'Harmattan, 2005 (228 pp.).  (ISBN 2-7475-8718-5).
- La petite fille des eaux. Bertoua/Cameroun, les Éditions Ndzé, 2006 (96 pp.).  (ISBN 2-911464-12-5).
- La Sainte ni touche, Libreville, Éditions Odette Maganga, 2011[4].
- Le Journal d’Esclamonde, Bénin, Les Éditions Plurielles, 2015[6].

### Nouvelles
- Toute une vie ne suffirait pas pour en parler. Paris, L'Harmattan, 2002 (194 p.).  (ISBN 2-7475-3344-1).